# Lauffohr
Lauffohr är en stadsdel i norra delen av staden Brugg i kantonen Aargau, i den centrala delen av landet, 90 km nordost om huvudstaden Bern. Lauffohr ligger 340 meter över havet och antalet invånare är 2 000. Fram till 1970 var Lauffohr en självständig kommun.
Strax söder om Lauffohr mynnar floden Reuss ut i floden Aare och vid Lauffohr mynnar floden Limmat ut i  Aare.